# 时代错误遗物

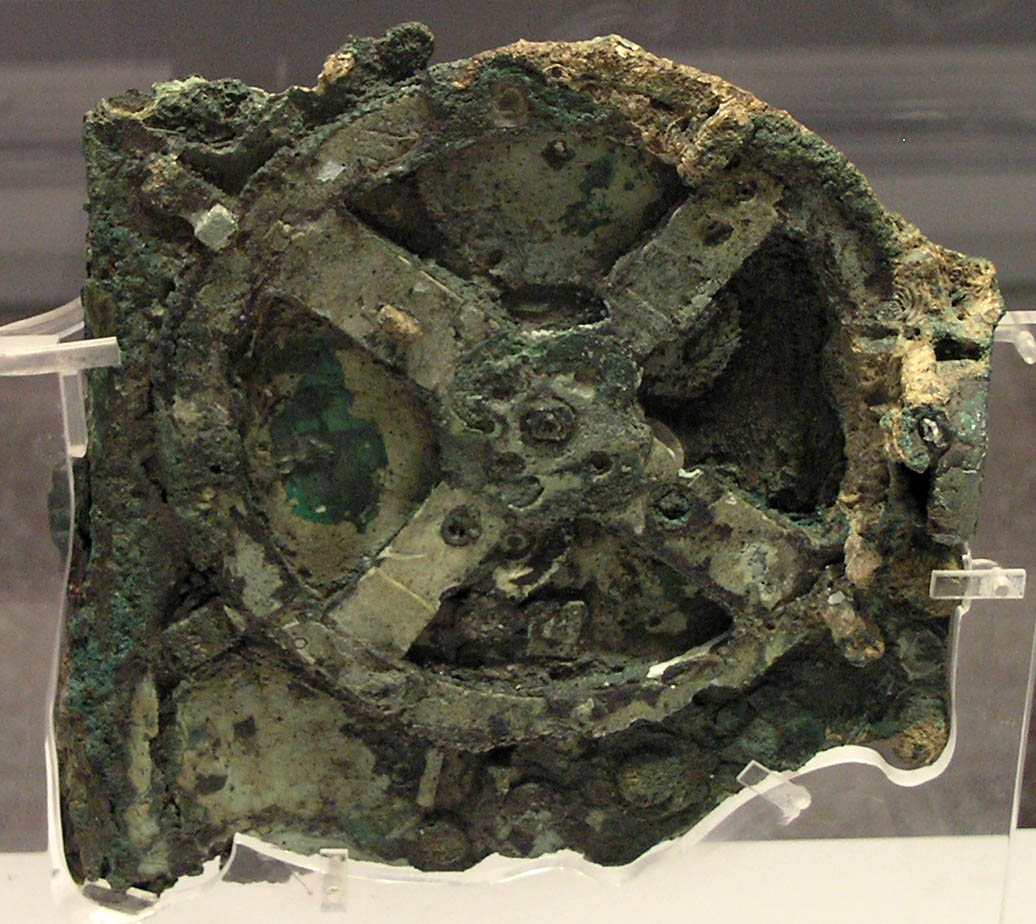
公元前2世纪的安提基特拉机械

時代錯誤遺物（英語：Out-of-place artifacts），簡稱歐帕茲（英文：OOPArt或oopart）是在不尋常的背景下發現的具有歷史、考古或古生物學意義的遺物，它在該背景下的存在挑戰了傳統的歷史年代學。 對於當時已知的技術而言，此類文物可能顯得過於先進，或者可能表明在人類存在之前的某個時間點就有人類存在。 其他例子可能顯示不同文化之間的接觸很難用傳統的歷史理解來解釋。
這種對考古物體的描述被用於邊緣科學，如神秘動物學，以及古代太空人理論的支持者、年輕地球創造論者和超常現象愛好者。 它可以描述各種各樣的項目，從主流科學到偽考古學研究的異常，再到已被證明是惡作劇騙局或具有傳統解釋的物體。

## 定義
以下是常用的定義：
- 在不尋常或不可能的位置或時間發現的古物
- 由不明的文明製造的古物
- 用途不明的古物

## 不尋常的
- 安提基特拉機械：[1][2][3]古希臘時期為了計算天體在天空中的位置而製造的青銅機器，屬於模擬計算機
- 緬因硬幣：美國緬因州發現的古代挪威銀幣，被認為是哥倫布時代前的跨大洋接觸的證據。
- 杜林裹屍布：
- 泰米爾鐘（英语：Tamil bell）：1836年在紐西蘭法納雷發現的刻有坦米爾文的青銅鐘，被當地毛利人婦女曾經將其用作烹飪鍋。
- 馬欽巴島（英语：Marchinbar Island）的古硬幣（英语：Marchinbar Island#Discovery of ancient coins）：
- 內華達鞋印：在內華達州發現的兩億多年前人類鞋印。從現有的照片來看，標本很可能是一塊破碎的鐵礦石，也許是一塊遭受過侵蝕的石塊。[4]
- 從英國到匈牙利，至到意大利東部等地，找到過百個形狀接近正十二面體、以銅或石頭製造的空心物件。它們被稱為羅馬十二面體（Dodecaeder），用途不明。[5]
- 杜立巴石碟
- [6][7][8]
- 納斯卡線
- 雷斯地圖
- 20億年前的核反應堆奧克洛礦區：1976年6月，法國科學院接到一個報告：法國的一家工廠從非洲中部的加彭共和國進口了一批鈾-235礦石，經檢測發現其含鈾量不足0.3％，顯示此原料已被使用過。這個現象引起了科學家的注意，他們尋找礦石中鈾-235含量變低的原因。最後，科學家在當地找到一個天然核反應爐。

## 有問題的
- 巴格達電池：於美索不達米亞文明製造，結構類似電池的古物，於1936年時在伊拉克被發現。[9]
- 杜爾契斯特盎：是金屬製花瓶狀物品，1852年從堅實的岩床中炸出了兩塊金屬碎片。而後被科學家回收並且上報。科學家們發現這兩塊碎片合攏後，竟是一個鐘形器皿，高12厘米，寬17厘米，是用某種金屬製成。
- 金古迪神器：
- 溫尼珀索基湖神秘石頭（英语：Lake Winnipesaukee mystery stone）：
- 基什的西瓦鹿：
- 特卡克斯-卡利斯特拉瓦卡頭顱（英语：Tecaxic-Calixtlahuaca head）：

## 其他
- 法老直升機[10][11]：
- 丹達臘之燈：
- 薩布圓盤（英语：Sabu disk）：
- 鋼鐵人（艾瑟納·曼（英语：Eiserner Mann））：
- 德里鐵柱：
- 倫敦錘（英语：London Hammer）：
- 邁斯特足跡（英语：Meister Print）：美國猶他州的羚羊泉發現在三葉蟲化石上的足印，該足印踩死三葉蟲。地質學家認為，這不過是岩石中某個堅硬的部分剝落下來，剩下的部分看起來就像鞋印了。
- 巴加爾的石棺蓋（英语：Kʼinich Janaabʼ Pakal#Pakal's sarcophagus）：
- 皮瑞雷斯地圖：
- 金巴亞飛機（英语：Quimbaya artifacts）：
- 薩卡拉鳥：
- 土偶：
- 哥斯大黎加巨型石球：

## 自然物體被誤認為是人工製品
- 普羅旺斯地區艾克斯石化工具：
- 白公山鐵管：
- 波士尼亞偽金字塔群：
- 天棓四天線（英语：Eltanin Antenna）：
- 礫石器（英语：Eolith）：
- 火星人臉：
- 南非凹槽金屬球：
- 帕陸克希河足跡（英语：Paluxy River#Paluxy trackways）：
- 與那國島海底地形：

## 日期錯誤的物件
- 艾烏德物體：
- 科索的人造物品：
- 孔雀石人（英语：Moab Man）：
- 楠帕雕像（英语：Nampa figurine）：
- 沃爾夫瑟格鐵（英语：Wolfsegg Iron）：

## 現代創作、贗品與惡作劇
- 巴比倫手機（英语：Babylonokia）：
- 阿坎巴羅雕像：
- 卡拉維拉斯頭骨（英语：Calaveras Skull）：
- 卡地夫巨人（英语：Cardiff Giant）：
- 水晶人頭骨[6][7][8]：
- 高士福雕文（英语：Gosford Glyphs）：
- 伊卡黑石：
- 舊石器捏造事件（英语：Japanese Paleolithic hoax）：
- 肯辛頓符石（英语：Kensington Runestone）：
- 洛斯盧納斯十誡石（英语：Los Lunas Decalogue Stone）：
- 密西根州遺跡（英语：Michigan relics）：
- 紐瓦克聖石（英语：Newark Holy Stones）：
- 皮爾當人：
- 圖森文物（英语：Tucson artifacts）：

## 外部連結
- 史前文明流言打包粉碎 （页面存档备份，存于）
- 古文明解密33個真相大公開！ （页面存档备份，存于）